# Sustrans

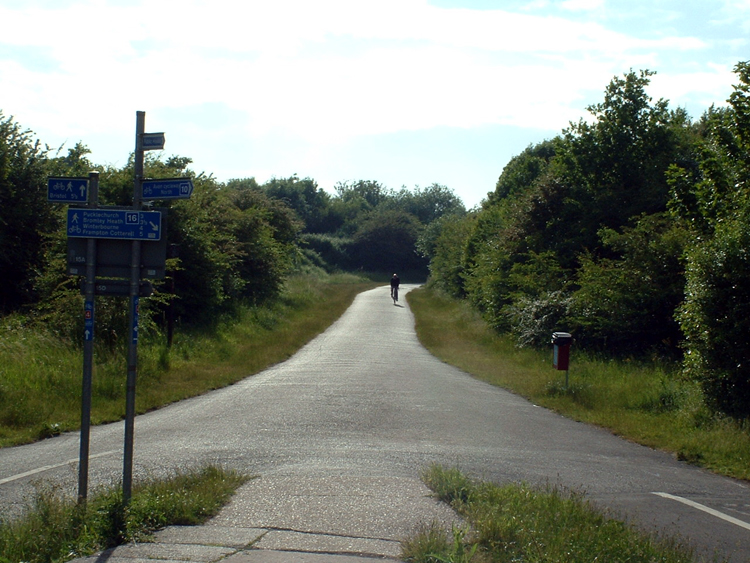
Sustrans, il primo percorso realizzato sul tracciato di una ferrovia in disuso in un corridoio verde di Bristol

Sustrans è una fondazione britannica che promuove il trasporto sostenibile, il suo nome è infatti l'abbreviazione di Sustainable Transport (trasporto sostenibile).

## Attività
L'obiettivo prefissato da Sustrans era di creare, entro il 2000, una rete di oltre 8000 chilometri e, raggiunto questo obiettivo, di raddoppiare la rete entro il 2005; missione anche questa portata a compimento.

Attualmente sta potenziando ulteriormente la rete ciclabile del Regno Unito chiamata National Cycle Network, che ha superato abbondantemente la lunghezza di oltre 16.000 chilometri.

Inoltre sta lavorando su una serie di progetti concreti per incoraggiare la gente a camminare, andare in bicicletta, ad usare i trasporti pubblici e per dare ai cittadini la scelta del "viaggio in modo che vadano a beneficio della loro salute e l'ambiente".

Sustrans sta inoltre lavorando per incrementare la sicurezza dei percorsi diretti verso le scuole, le stazioni e i quartieri residenziali.

Gestisce più di 1500 volontari che vigilano sul 60% del National Cycle Network per contribuire al mantenimento e alla promozione dei percorsi.

Sustrans svolge anche opera di promozione della bicicletta, sia per scopi ricreativi che di utilità, ad esempio, lavorando con le autorità locali per organizzare eventi ciclistici e per la raccolta e la divulgazione delle informazioni, oltre a garantire una presenza in stands nelle fiere e nei festival.

## Storia
Sustrans si è costituita a Bristol nel luglio 1977 da un gruppo di ciclisti e ambientalisti, motivati dall'opportunità di ridurre l'eccesso di dipendenza dall'auto privata, a seguito della crisi petrolifera del 1973, e per risolvere la quasi totale mancanza di disposizioni specifiche per i ciclisti nella maggior parte delle città britanniche, al contrario di alcuni altri paesi europei.

Nei dieci anni precedenti, i tagli di Beeching avevano chiuso molte ferrovie britanniche che il governo considerava troppo costose e sottoutilizzate.

Uno dei rami dismessi è stata l'ex ferrovia Midland, la linea ferroviaria centrale tra Bristol e Bath, chiusa a favore della linea più diretta tra le due città, la Great Western Railway.

Sustrans affittò questo percorso con l'aiuto di Avon County Council (Bristol e Bath erano allora parte della Contea di Avon) e lo trasformò nel primo percorso, il sentiero ferroviario Bristol & Bath.

Nei primi anni ottanta, quando la disoccupazione aumentò, l'organizzazione approfittò degli incentivi del governo destinati al lavoro temporaneo per costruire altre vie verdi.

British Waterways collaborò con Sustrans per migliorare alcuni alzaie lungo i canali e ciò portò ad un incremento notevole dell'utilizzo delle alzaie, soprattutto da parte dei ciclisti.

Nel 1983 fu fondata la Sustrans. Disponeva di 11 dirigenti che erano anche i curatori, i membri, e i membri del consiglio di amministrazione della fondazione scelti dai curatori in carica. Era stato previsto anche un comitato esecutivo composto dal direttore generale e uno dei due segretari della fondazione.

Nei primi anni 1990 Sustrans aumentò il numero dei sostenitori e la rete di percorsi nazionali.

Nel 1995 furono concessi dal Regno Unito 43,5 milioni di sterline ricavati dal Fondo della Lotteria Millennio per prolungare il National Cycle Network anche verso le piccole città e le zone rurali e per il lancio del progetto di sicurezza sulle strade verso le scuole, sulla base di precedenti esperienze di progetti simili nello stato della Danimarca.

Attualmente l'organizzazione sta lavorando per introdurre la sicurezza sulle strade di collegamento con le stazioni e con le zone residenziali, oltre ad altri progetti.

## Finanziamenti
La National Cycle Network è stato il primo progetto finanziato dalla Commissione Millennio fondata nel 1995.

Sustrans attualmente dispone di molte fonti di finanziamento, e nell'esercizio 2004/05 il reddito è stato di 23.6 milioni di sterline. Di questi, 2.1 milioni provenienti da donazioni dei sostenitori; 8.5 milioni provenienti dal Dipartimento per i trasporti e ulteriori 2.5 milioni di sterline dal Fondo nazionale delle opportunità, assegnati in particolare per la sicurezza degli itinerari.

Ulteriori finanziamenti provengono da donazioni e lotterie di beneficenza, dalle amministrazioni locali e dai proventi della vendita delle mappe e dei libri.

## Soci
Tra grandi soci di Sustrans vi sono:
Glenys Kinnock MEP, The Rt Hon Neil Kinnock, Jan Morris CBE, Dr Alex Moulton CBE RDI FREng, Dervla Murphy, Steven Norris, Jeremy Paxman, Jonathon Porritt CBE, Claire Rayner OBE, Richard Rogers, Bettina Selby, Jon Snow, The Rt Hon the Lord Waldegrave of North Hill, The Rt Hon Sir George Young MP.

## Il progetto Connect2
Sustrans ha lanciato il progetto Connect2 nell'agosto 2006 in un riuscito tentativo di vincere 50 milioni di sterline della Grande Lotteria (il Big Lottery Fund) nel concorso Living Landmarks; The People's Millions.

Connect2 è stato uno dei sei progetti ammessi al concorso ed è risultato quello vincitore (l'annuncio ufficiale è stato dato il 12 dicembre 2007).
Connect2 mira nel Regno Unito a migliorare il trasporto locale in 79 comunità mediante la creazione di nuovi itinerari a piedi e in bicicletta per i locali che le persone fanno viaggi ogni giorno.

È prevista la costruzione di nuovi ponti e passaggi su barriere (come strade, fiumi e linee ferroviarie).

Connect2 intende collegare le persone ai luoghi nei quali vogliono andare.
Ogni incrocio vuol essere collegato a una rete di percorsi a piedi e in bicicletta verso le scuole, negozi, attività, spazi verdi, ospedali e altri luoghi.
Si stima che Connect2 connetterà:
- 3.280.000 persone;
- 1.426.000 famiglie;
- 1.355 scuole;
- 500.000 alunni;
- 57 delle circoscrizioni più svantaggiate nel Regno Unito.

Darà i seguenti vantaggi:
- 61,5 milioni di viaggi l'anno saranno sui percorsi realizzati;
- 79500 tonnellate di CO2 potrebbero essere evitate ogni anno se ciascuno dei viaggi ha sostituito un viaggio in auto;
- 135 milioni di sterline di finanziamento verranno generati da Connect2;
- 116 autorità locali stanno lavorando per realizzare Connect2.